# Rüfenach
Rüfenach é uma comuna da Suíça, situada no distrito de Brugg, no cantão de Argóvia. Tem 4,17 km² de área e sua população em 2018 foi estimada em 854 habitantes.